# Edward Fisher
Pour les articles homonymes, voir Fisher.
Edward Fisher, né en 1730 en Irlande et mort vers 1781-1785, est un graveur en manière noire, principalement de portraits, travaillant à Londres.

## Biographie
Edward Fisher naît en 1730 en Irlande. Il étudie peut-être la gravure sous James MacArdell. Il est à l'origine chapelier, mais il se met ensuite à la gravure et se rend à Londres. Il devient membre de l'Incorporated Society of Artists en 1766, et y expose quatorze fois entre 1761 et 1776. Sa première estampe est datée de 1758, et sa dernière de 1781. Il vit à Leicester Square en 1761 et s'installe à Ludgate Street en 1778. On dit que Joshua Reynolds l'a qualifié d'« injuste exactitude » pour avoir trop bien fini les parties peu importantes de sa plaque.
Il grave plus de soixante portraits, dont celui de George, comte d'Albemarle, d'après Reynolds : Robert Brown, d'après Mason Chamberlin (en) ; William Pitt, comte de Chatham, d'après Richard Brompton ; Colley Cibber, d'après Jean-Baptiste van Loo ; Christian VII du Danemark, d'après Nathaniel Dance ; David Garrick, d'après Reynolds ; Simon Harcourt, d'après Hunter ; Roger Long, d'après Benjamin Wilson ; Hugh, comte de Northumberland, et Elizabeth, comtesse de Northumberland, d'après Reynolds ; Paul Sandby, d'après Francis Cotes ; Laurence Sterne, d'après Reynolds ; et les sujets fantaisistes suivants : Lady in Flowered Dress, d'après Hoare ; Hope Nursing Love, d'après Reynolds ; ses Têtes du Vicaire de Wakefield, dix planches gravées d'après ses propres dessins, sont publiées en 1776.
Après sa mort, vers 1785, la plupart de ses plaques de cuivre sont dispersées chez plusieurs imprimeurs, et dans certains cas altérées.

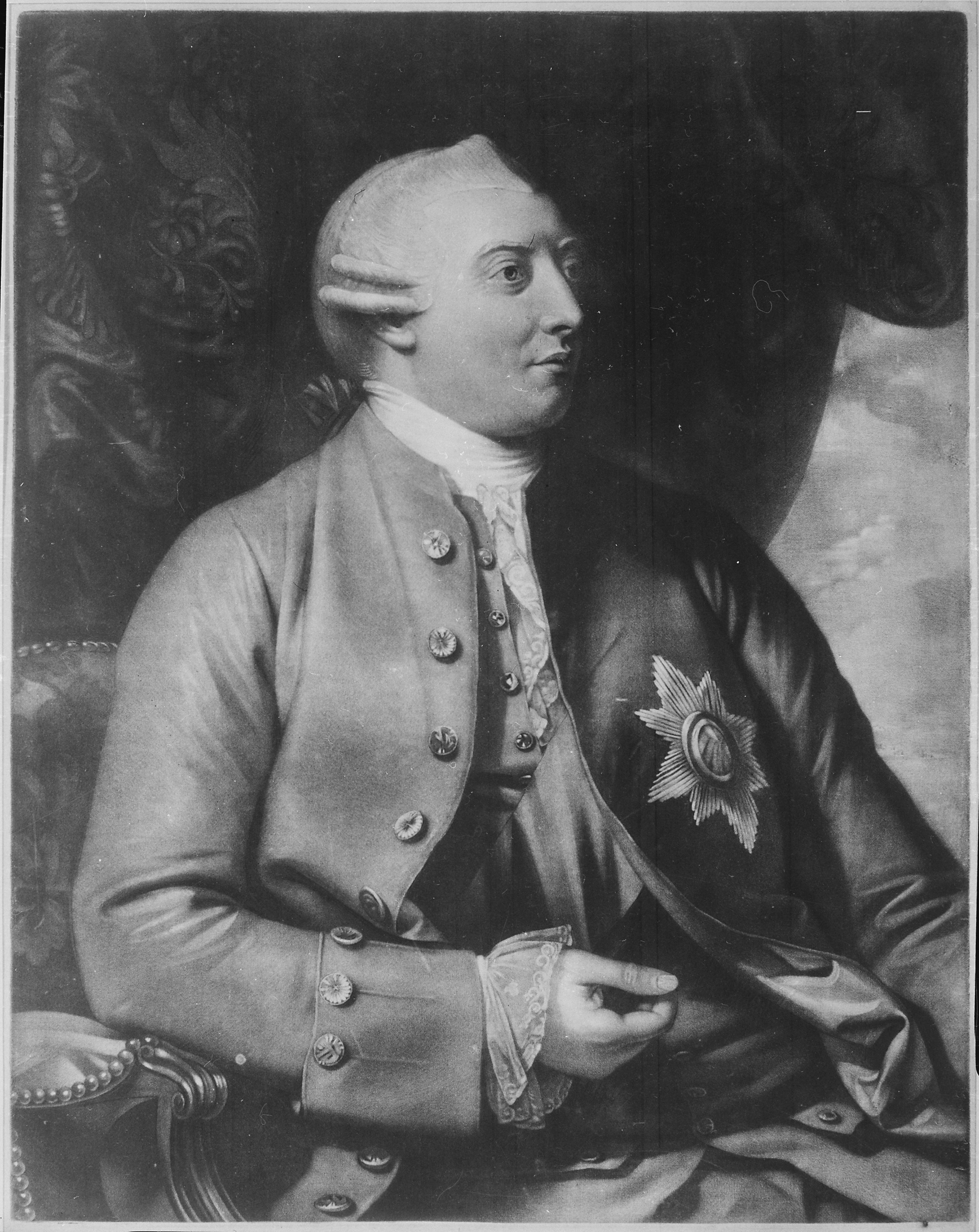
George III after Benjamin West
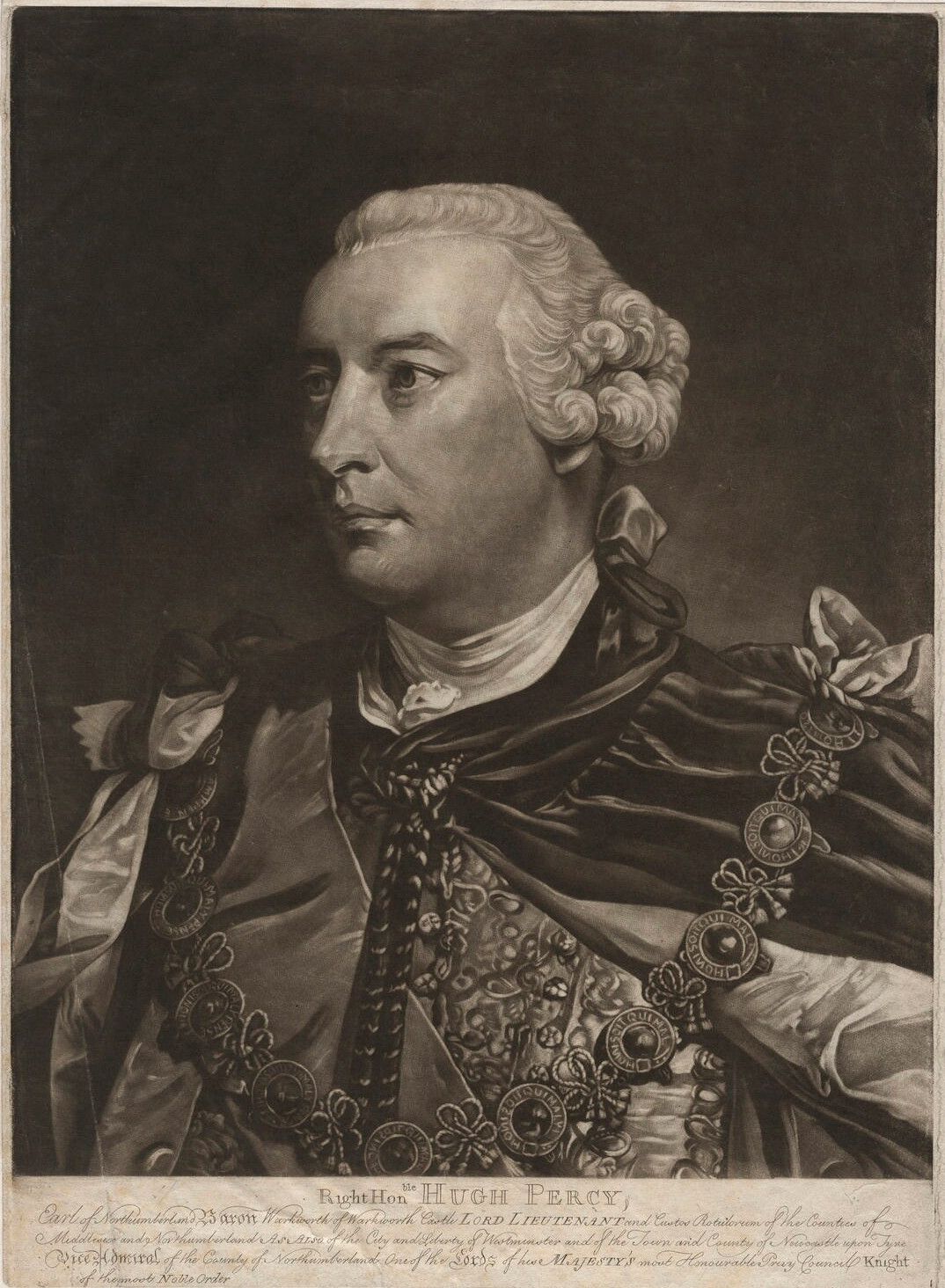
1st Duke of Northumberland after Joshua Reynolds